# Gran Premio di superbike di Assen 1994
Il Gran Premio di Superbike di Assen 1994 è stata l'ottava prova su undici del Campionato mondiale Superbike 1994, è stato disputato il 12 settembre sul TT Circuit Assen e ha visto la vittoria di Carl Fogarty in gara 1, lo stesso pilota si è ripetuto anche in gara 2. Per il pilota britannico si è trattato di un weekend di gare completato anche dalla pole position e dal giro più veloce in entrambe le manche.

## Risultati

### Gara 1

#### Arrivati al traguardo[3]
| Pos. | Nº | Pilota             | Motocicletta | Tempo     | Griglia | Punti |
| ---- | -- | ------------------ | ------------ | --------- | ------- | ----- |
| 1º   | 2  | Carl Fogarty       | Ducati       | 34:11.400 | 1º      | 20    |
| 2º   | 15 | Paolo Casoli       | Yamaha       | +0:03.810 | 4º      | 17    |
| 3º   | 3  | Aaron Slight       | Honda        | +0:05.150 | 5º      | 15    |
| 4º   | 8  | Terry Rymer        | Kawasaki     | +0:05.890 | 3º      | 13    |
| 5º   | 69 | James Whitham      | Ducati       | +0:06.280 | 6º      | 11    |
| 6º   | 1  | Scott Russell      | Kawasaki     | +0:24.870 | 21º     | 10    |
| 7º   | 37 | Simon Crafar       | Honda        | +0:26.980 | 7º      | 9     |
| 8º   | 52 | Jochen Schmid      | Kawasaki     | +0:29.610 | 8º      | 8     |
| 9º   | 11 | Andreas Meklau     | Ducati       | +0:41.310 | 22º     | 7     |
| 10º  | 7  | Stéphane Mertens   | Ducati       | +0:42.630 | 14º     | 6     |
| 11º  | 23 | Doug Polen         | Honda        | +0:43.320 | 15º     | 5     |
| 12º  | 79 | Jean-Yves Mounier  | Ducati       | +0:54.770 | 20º     | 4     |
| 13º  | 41 | Michaël Paquay     | Honda        | +0:55.050 | 13º     | 3     |
| 14º  | 14 | Jeffry de Vries    | Yamaha       | +0:55.120 | 10º     | 2     |
| 15º  | 73 | Árpád Harmati      | Yamaha       | +1:02.690 | 33º     | 1     |
| 16º  | 53 | Robert Phillis     | Kawasaki     | +1:07.580 | 17º     |       |
| 17º  | 62 | Rainer Jänisch     | Yamaha       | +1:08.680 | 28º     |       |
| 18º  | 36 | Valerio Destefanis | Ducati       | +1:09.470 | 24º     |       |
| 19º  | 99 | Massimo Meregalli  | Yamaha       | +1:13.940 | 19º     |       |
| 20º  | 64 | Roberto Panichi    | Ducati       | +1:20.470 | 32º     |       |
| 21º  | 85 | Mile Pajic         | Kawasaki     | +1:20.510 | 31º     |       |
| 22º  | 28 | Marcel Ernst       | Kawasaki     | +1:27.340 | 34º     |       |
| 23º  | 84 | Thierry Crine      | Yamaha       | +1:35.070 | 35º     |       |

#### Ritirati
| Nº | Pilota               | Motocicletta | Giri     | Griglia |
| -- | -------------------- | ------------ | -------- | ------- |
| 6  | Piergiorgio Bontempi | Kawasaki     | +1 giro  | 18º     |
| 49 | Andrea Perselli      | Ducati       | +5 giri  | 29º     |
| 17 | Fabrizio Furlan      | Ducati       | +6 giri  | 30º     |
| 86 | Leo Planken          | Yamaha       | +7 giri  | 27º     |
| 63 | Adrien Morillas      | Kawasaki     | +8 giri  | 23º     |
| 40 | Serafino Foti        | Ducati       | +9 giri  | 12º     |
| 34 | Bernard Cazade       | Honda        | +10 giri | 25º     |
| 4  | Fabrizio Pirovano    | Ducati       | +11 giri | 11º     |
| 33 | Brian Morrison       | Honda        | +11 giri | 16º     |
| 9  | Christer Lindholm    | Yamaha       | +11 giri | 9º      |
| 32 | Stefano Caracchi     | Ducati       | +13 giri | 36º     |
| 76 | Alex Vieira          | Honda        | +16 giri | 26º     |
| 10 | Mauro Lucchiari      | Ducati       | +16 giri | 2º      |

### Gara 2

#### Arrivati al traguardo[4]
| Pos. | Nº | Pilota               | Motocicletta | Tempo     | Griglia | Punti |
| ---- | -- | -------------------- | ------------ | --------- | ------- | ----- |
| 1º   | 2  | Carl Fogarty         | Ducati       | 34:06.650 | 1º      | 20    |
| 2º   | 3  | Aaron Slight         | Honda        | +0:06.650 | 5º      | 17    |
| 3º   | 10 | Mauro Lucchiari      | Ducati       | +0:08.200 | 2º      | 15    |
| 4º   | 15 | Paolo Casoli         | Yamaha       | +0:08.440 | 4º      | 13    |
| 5º   | 69 | James Whitham        | Ducati       | +0:10.280 | 6º      | 11    |
| 6º   | 8  | Terry Rymer          | Kawasaki     | +0:12.420 | 3º      | 10    |
| 7º   | 37 | Simon Crafar         | Honda        | +0:14.430 | 7º      | 9     |
| 8º   | 52 | Jochen Schmid        | Kawasaki     | +0:16.960 | 8º      | 8     |
| 9º   | 1  | Scott Russell        | Kawasaki     | +0:17.770 | 21º     | 7     |
| 10º  | 9  | Christer Lindholm    | Yamaha       | +0:30.130 | 9º      | 6     |
| 11º  | 4  | Fabrizio Pirovano    | Ducati       | +0:30.220 | 11º     | 5     |
| 12º  | 11 | Andreas Meklau       | Ducati       | +0:41.640 | 22º     | 4     |
| 13º  | 40 | Serafino Foti        | Ducati       | +0:43.700 | 12º     | 3     |
| 14º  | 79 | Jean-Yves Mounier    | Ducati       | +0:47.070 | 20º     | 2     |
| 15º  | 14 | Jeffry de Vries      | Yamaha       | +0:47.440 | 10º     | 1     |
| 16º  | 73 | Árpád Harmati        | Yamaha       | +0:48.900 | 33º     |       |
| 17º  | 99 | Massimo Meregalli    | Yamaha       | +0:49.190 | 19º     |       |
| 18º  | 41 | Michaël Paquay       | Honda        | +0:53.000 | 13º     |       |
| 19º  | 36 | Valerio Destefanis   | Ducati       | +0:56.770 | 24º     |       |
| 20º  | 33 | Brian Morrison       | Honda        | +1:02.310 | 16º     |       |
| 21º  | 64 | Roberto Panichi      | Ducati       | +1:06.670 | 32º     |       |
| 22º  | 62 | Rainer Jänisch       | Yamaha       | +1:06.820 | 28º     |       |
| 23º  | 84 | Thierry Crine        | Yamaha       | +1:22.100 | 35º     |       |
| 24º  | 85 | Mile Pajic           | Kawasaki     | +1:22.440 | 31º     |       |
| 25º  | 49 | Andrea Perselli      | Ducati       | +1:29.000 | 29º     |       |
| 26º  | 28 | Marcel Ernst         | Kawasaki     | +1:34.200 | 34º     |       |
| SQ   | 6  | Piergiorgio Bontempi | Kawasaki     | +0:47.300 | 18º     |       |

#### Ritirati
| Nº | Pilota           | Motocicletta | Giri     | Griglia |
| -- | ---------------- | ------------ | -------- | ------- |
| 53 | Robert Phillis   | Kawasaki     | +4 giri  | 17º     |
| 86 | Leo Planken      | Yamaha       | +7 giri  | 27º     |
| 23 | Doug Polen       | Honda        | +8 giri  | 15º     |
| 17 | Fabrizio Furlan  | Ducati       | +8 giri  | 30º     |
| 63 | Adrien Morillas  | Kawasaki     | +12 giri | 23º     |
| 32 | Stefano Caracchi | Ducati       | +13 giri | 36º     |
| 34 | Bernard Cazade   | Honda        | +14 giri | 25º     |